# Consiglio (patronyme)
Pour les articles homonymes, voir Consiglio (homonymie).
Consiglio est un patronyme italien et maltais.

## Étymologie
Ce nom dérive probablement du mot italien consiglio, « avis, conseil », lui-même dérivé du latin consilium, « conseil ».

## Distribution du patronyme dans le monde
En Italie, il est localisé principalement en Sicile.

À Malte, sa présence est attestée au XVe siècle sous la forme Consiglu.
Selon le site Forebears, en 2014, il y avait dans le monde 10 255 personnes qui portaient ce nom, dont 5 352 en Italie.
| Pays       | Nombre de personnes portant ce patronyme (2014) |
| ---------- | ----------------------------------------------- |
| Italie     | 5 352                                           |
| États-Unis | 2 080                                           |
| Brésil     | 986                                             |
| Argentine  | 687                                             |
| Canada     | 219                                             |
| Allemagne  | 168                                             |
| Angleterre | 156                                             |
| Chili      | 135                                             |
| France     | 110                                             |
| Australie  | 82                                              |

## Personnalités portant ce patronyme
- Consiglio (homonymie)